# کاکاوادزور (مارتونی)
کاکاوادزور (به ارمنی: Կաքավաձոր، به لاتین: کوروپاتکینو Kuropatkino) یک منطقهٔ مسکونی در جمهوری آرتساخ است که در استان مارتونی واقع شده‌است. کاکاوادزور ۳۰ نفر جمعیت دارد.